# Manfred Rommel
Manfred Rommel (ur. 24 grudnia 1928 w Stuttgarcie, zm. 7 listopada 2013 tamże) – niemiecki polityk. 
Był synem dowódcy Afrika Korps, Lisa Pustyni – feldmarszałka Erwina Rommla.
Manfred Rommel był politykiem niemieckiej partii CDU, jednym z najbardziej popularnych polityków swojej partii. 
Po zdaniu matury w 1947 roku studiował w Tybindze prawo i administrację. 
Współpracował z Basilem Liddellem Hartem przy wydaniu pism swojego ojca z okresu II wojny światowej pod tytułem The Rommel Papers w 1953. Publikacja ta położyła podwaliny pod legendę Rommla jako część składową mitu czystego Wehrmachtu i została wykorzystana do uzasadnienia odbudowy armii niemieckiej.
W roku 1974 został następcą Arnulfa Kletta na stanowisku burmistrza Stuttgartu. Jego politycznym oponentem był Peter Conradi – kandydat partii SPD. Wybierany na to stanowisko jeszcze dwukrotnie: w roku 1982 z 69,8% poparciem i 1990 z 71,7% głosów. W roku 1996 jego następcą został dr Wolfgang Schuster.
Od roku 1996 był honorowym obywatelem Stuttgartu, poczytny autor i publicysta.
Miał jedno dziecko – córkę Catherine.
W 2014, krótko po jego śmierci, na wniosek CDU jego imieniem nazwany został port lotniczy Stuttgart.